# Irchonwelz
Irchonwelz (pcd. El Chonwé) – dzielnica (section) miasta Ath w Belgii, w Regionie Walońskim, w prowincji Hainaut, w okręgu Ath. 1 stycznia 2020 roku liczyła 1150 mieszkańców. Do 31 grudnia 1976 samodzielna gmina.

## Demografia
Liczba mieszkańców, stan na 1 stycznia:
| Rok                | 1930 | 1961 | 2020 |
| ------------------ | ---- | ---- | ---- |
| Liczba mieszkańców | 900  | 941  | 1150 |